# Trogloianiropsis lloberai
Trogloianiropsis lloberai är en kräftdjursart som beskrevs av Damià Jaume 1995. Trogloianiropsis lloberai ingår i släktet Trogloianiropsis och familjen Janiridae. Inga underarter finns listade i Catalogue of Life.